# Lithocarpus gymnocarpus
Lithocarpus gymnocarpus är en bokväxtart som beskrevs av Aimée Antoinette Camus. Lithocarpus gymnocarpus ingår i släktet Lithocarpus och familjen bokväxter. Inga underarter finns listade.